# Ranipettai
Ranipettai o Ranipet é uma cidade e um município no distrito de Vellore, no estado indiano de Tamil Nadu.
Segundo o censo de 2001,  Ranipettai  tinha uma população de 47,236 habitantes. Os indivíduos do sexo masculino constituem 49% da população e os do sexo feminino 51%. Ranipettai tem uma taxa de literacia de 79%, superior à média nacional de 59.5%: a literacia no sexo masculino é de 83% e no sexo feminino é de 74%. Em Ranipettai, 11% da população está abaixo dos 6 anos de idade.
Ranipettai é uma das cidades mais poluidas do mundo. Sua poluição se deve ao fato de uma indústria de couro produzir resíduos tóxicos, como o cromo hexavalente; essa empresa já produziu, aproximadamente 1.500.000 toneladas de resíduos tóxicos.[carece de fontes?] A água contaminada dizimou a agricultura e provoca feridas em quem entra em contato com ela.[carece de fontes?]